# Ericydnus lamasi
Ericydnus lamasi är en stekelart som först beskrevs av Domenichini 1951.  Ericydnus lamasi ingår i släktet Ericydnus och familjen sköldlussteklar. Inga underarter finns listade i Catalogue of Life.